# Новичихин, Максим Иванович
Максим Иванович Новичихин (род. 8 июля 1998 года, Барнаул, Алтайский край) — российский борец классического стиля. Чемпион России 2025 года. Мастер спорта России.

## Биография
Родился Максим в Барнауле, что в Алтайском крае. Начал заниматься греко-римской борьбой в возрасте восьми лет в краевой спортивной школе олимпийского резерва города Барнаул под руководством Круглицкого Алексея Юрьевича и Лимонова Юрия Романовича. 

## Спортивная карьера
Первые результаты для Максима пришли в 2017 году, когда он стал бронзовым призёром первенства России среди юниоров (до 20 лет) в весе до 60 кг в Бердске. В июне 2018 года был с бронзовой медалью на международном турнире среди юниоров памяти Сураката Асиятилова в Каспийске. В октябре 2020 году стал третьим на Кубке России в Санкт-Петербурге. В апреле 2021 года он выступил на первенстве России среди борцов до 23 лет в весе до 63 кг и смог принести в копилку сборной Алтайского края бронзовую награду. В октябре 2022 года Новичихин смог добраться до финала Кубка России в Уфе. В августе 2024 года Новичихин принял участие на международном турнире «Мемориал Аксенова» в Новосибирске и смог стать бронзовым призёром в весе до 67 кг. В октябре 2024 года он снова выступил на Кубке России и финишировал на третьим месте. В июне 2025 года впервые добыл золотую медаль чемпионата России в весе 67 кг, который прошёл в Омске.

## Спортивные достижения
- Кубок России 2020, 2023 — ;
- Кубок России 2022 — ;
- Чемпионат России 2025 — ;

## Личная информация
Максим имеет степень бакалавра Алтайского государственного педагогического университета, а также имеет степень магистра Российской академии народного хозяйства и государственной службы при Президенте Российской Федерации. Его любимое хобби — рыбалка и охота.